# Коста, Виктор
Виктор Коста (англ. Victor Costa; род.   1935)  — американский модельер. Получив прозвище «Король подражателей», он приобрёл международную известность в середине 1970-х годов за то, что имитировал элитные европейские стили, адаптируя их к своей американской аудитории по доступным ценам.. Член Советa модельеров Америки.

## Карьера
В 1987 году газета New York Times сообщила, что наряду с Кристианом Лакруа и Арнольдом Скаази, «значительный вклад Коста  на    нынешнюю моду на яркие, суперженственные платья, обнажающие плечи, облегающие талию и вздыматься и кружиться над бедрами широко признан в Америке и мире». Он основал Victor Costa, Inc., а затем Victor Costa Bridal, и   в 1990-х годах проектировал несколько крупных торговых марок.  
Коста известен своим обширным списком постоянных клиентов, включая филантропа Бетси Блумингдейл, актрису Брук Шилдс и экс-супругу президента США Ивану Трамп; он также создал дизайн для первых   Бёрд Джонсон и Розалин Картер, а также дочерей президента Ричарда Никсона Триш и Джули.

## Личная жизнь
Коста женился на своей школьной возлюбленной Терри в 1958 году, когда учился в Париже. У них родилось   двое детей, Кевин и Эдриен, они  развелись после 28 лет брака в 1986 году.
В 1984 году Коста познакомился с Клэем Коупом, который стал его романтическим партнёром на протяжении без малого 30 лет.
В ноябре 2012 года Виктор Коста женился на Джерри Энн Вудфин.